# Svídnice (przystanek kolejowy)
Svídnice – przystanek kolejowy w miejscowości Svídnice, w kraju środkowoczeskim, w Czechach. Znajduje się na wysokości 195 m n.p.m..
Jest zarządzany przez Správę železnic. Na przystanku nie ma możliwości zakupu biletów, a obsługa podróżnych odbywa się w pociągu. 

## Linie kolejowe
- 062 Chlumec nad Cidlinou – Křinec